# MiG MFI
De MiG-MFI of MiG-1.44 (Russisch: Микоян МиГ-1.44) (NAVO-Codenaam: Flatpack) was een Russisch gevechtsvliegtuig van het ontwerpbureau Mikojan, ontwerp 1.44 uit de MiG "mnogofoenktsionalny frontovoj istrebitel"  (MFI). Dit vliegtuig was een technologiedemonstrator en ontwikkeld door het Mikoyan-ontwerpbureau als antwoord op de Advanced Tactical Fighter (ATF) van de VS. Het toestel bevatte veel aspecten van straaljagers van de vijfde generatie, zoals geavanceerde avionica, stealth-technologie, superieure wendbaarheid en kon opereren op supersonische kruissnelheid.
De ontwikkeling van het ontwerp was langdurig en werd gekenmerkt door herhaald en langdurig uitstel, vanwege een chronisch gebrek aan budget. De MiG 1.44 maakte zijn eerste vlucht in februari 2000, negen jaar achterliggend op schema, en werd later dat jaar geannuleerd. Aanvankelijk werd het toestel door de westelijke mogendheden gezien als de mogelijke opvolger van de MiG-29 Fulcrum.
De MiG MFI maakte gebruik van conventioneel opstijgen en landen evenals zijn westerse tegenpolen, de F-22 Raptor en de F-35 JSF. 